# Tourner ma page
Singles de Jenifer
Serre-moi
(2005) Comme un hic
(2008)
Tourner ma page est une chanson de la chanteuse française Jenifer extraite de son troisième album studio, Lunatique (2007). Le morceau est sorti en tant que premier single de l'album le 19 novembre 2007, marquant le retour de l'artiste. Ce single se vend à 130,000 exemplaires et se classe directement à la 3e positions des ventes de singles. Le clip a été tourné par Fabien Dufils. Il se classe 29e du classement de l'année 2007. Le 4 octobre 2024, une version 2024 de son titre emblématique remastérisé a été sortie.

## Liste des titres
| No | Titre              | Paroles       | Musique                      | Durée |
| -- | ------------------ | ------------- | ---------------------------- | ----- |
| 1. | Tourner ma page    | David Verlant | Jenifer Bartoli, Maxim Nucci | 2:54  |
| 2. | Mal lunée (inédit) | David Verlant | Maxim Nucci                  | 3:07  |

## Crédits
- Publié par MNM Productions et Skyman Publishing
- Mixé par Bob Clearmoutain au studio Mix This!, Pacific Palisades (Los Angeles)
  - Assistant - Brandon Duncan
- Masterisé par Gavin Lurssen à Lurssen Mastering, Los Angeles